# Mikuláš I. Gorjanský
Mikuláš I. Gorjanský též Mikuláš Gorjanský starší (chorvatsky Nikola I. Gorjanski, maďarsky Miklós Garai, slovensky dříve též Mikuláš I. Garay / Garai, † 25. července 1386) byl uherský palatin (1375-1385) a bratislavský župan. Zastával také úřad chorvatského a mačvanského bána.

## Jméno
Jméno je odvozeno od rodinného sídla Gorjani též Gorjana (maďarsky Gara). V různých pramenech se uvádí pod různým zněním, například, původně latinsky i maďarsky De Gara nebo jen Gara, poslovenštěně z Gorjan', nebo původně maďarsky Garay, Garai poslovenštěně na Garaj.

## Život
Jako uherský palatin se po smrti krále Ludvíka I. z Anjou stal rádcem a milencem jeho ovdovělé ženy Alžběty, která nechala za uherskou královnu korunovat svou desetiletou dceru Marii a vládla jejím jménem. Ludvík přislíbil Marii za manželku Zikmundovi Lucemburskému, avšak Alžběta ji pod vlivem Mikuláše Gorjanského chtěla provdat za Ludvíka Orleánského. Tím způsobila rozštěpení uherské šlechty na přívržence Zikmunda a přívržence Alžběty a na třetí tábor, který podporoval v nároku na trůn Karla Malého z neapolské větve Anjouovců.
Alžběta se spoléhala na Karlův slib, který dal ještě Ludvíkovi I., že neohrozí práva jeho dcer na uherský trůn, přesto se však sám dal v roce 1385 korunovat uherským králem. Alžběta se mu pomstila tak, že na něj připravila atentát, který provedl Blažej Forgáč.

### Zatčení a poprava
Stoupenci Karla Malého 25. července 1386 zajali Alžbětu, Marii, Mikuláše I. Gorjanského a Blažeje Forgáče cestou na hrad Gorjan patřící Mikuláši I. Gorjanskému. Zatčení se uskutečnilo pravděpodobně na žádost Mariina sedmnáctiletého manžela Zikmunda Lucemburského. Mikuláš Gorjanský byl spolu s Blažejem popraven stětím v Gorjaně a jejich hlavy byl poslány vdově po Karlovi Malém do města Neapol. Tělo bylo pohřbeno ve františkánském kostele v Šikloši, dochovaný náhrobek je z červeného mramoru a je uložený v depozitáři v Budapešti.

## Rodina
- otec Ondřej Gorjanský (* asi 1340)
- matka
- manželka
  - dyn Jan Gorjanský (* asi 1371), hlavní župan Temeše a Požežské župy, bán Ozory
  - dcera Ilona, manželka Mikuláše Séčiho z Gradu
  - dcera Dorota, manželka Mikuláše Frankopana, bána Chorvatska a Dalmácie
  - dcera Alžběta, manželka Šimona Sečéniho
  - syn Mikuláš, uherský palatin, bán Chorvatska, Slavonie a Dalmácie